# Боровлянское
Боровля́нское — село в Пышминском городском округе Свердловской области России.

## Географическое положение

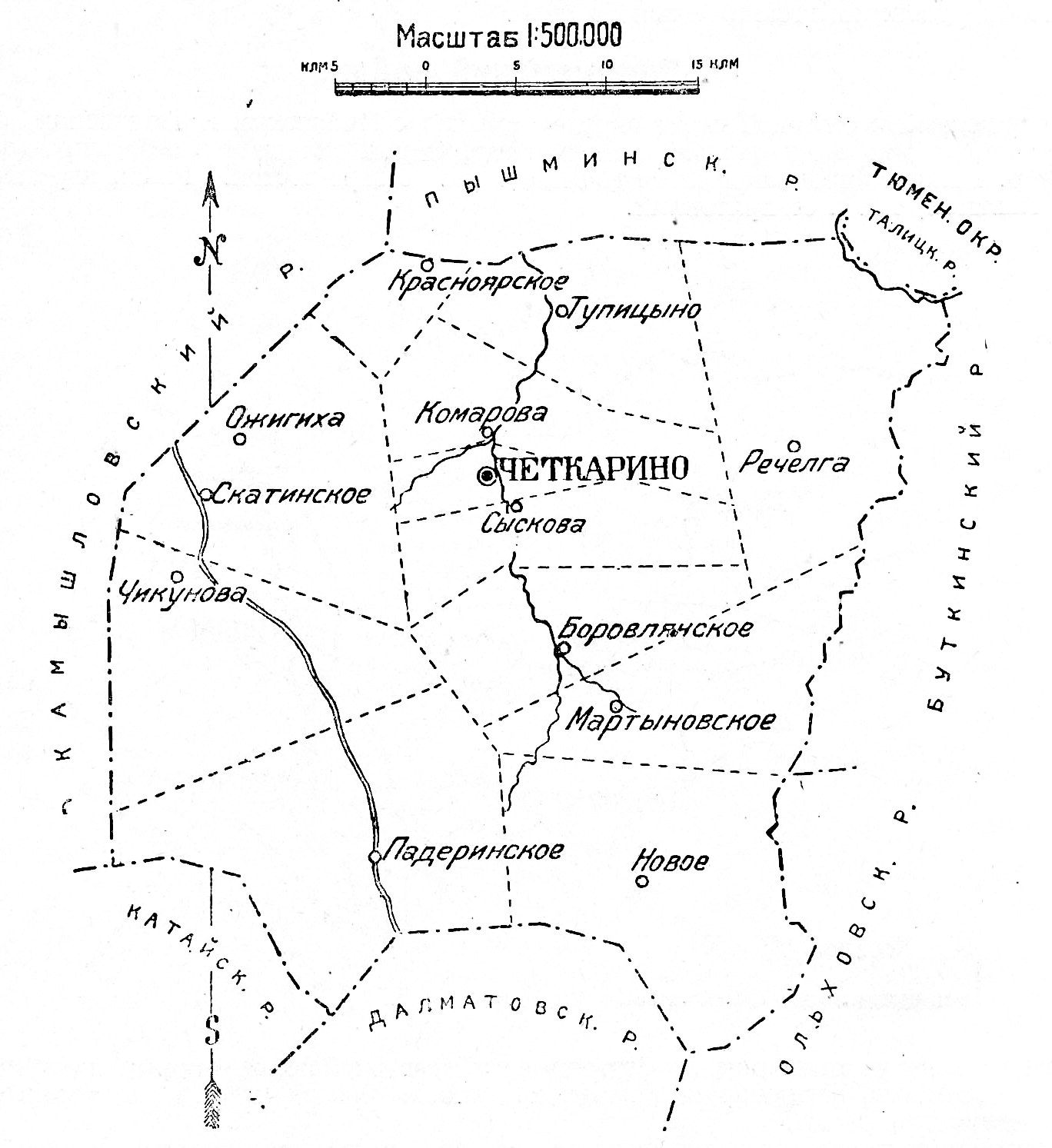
Боровлянское на схеме Четкаринского района; 1928 год

Село Боровлянское расположено в 35 километрах (по автодороге в 39 километрах) к югу от посёлка Пышма, в лесной местности, на обоих берегах реки Дерней (правого притока реки Пышмы), в устье реки Боровлянки. В селе имеется пруд.

## История села
В Тюменском областном краеведческом музеи хранятся множество зубов ископаемых акул, найденных по берегам реки Дерней. 

## Михаило-Архангельская церковь
В 1915 году была перестроена из часовни деревянная однопрестольная церковь, которая была освящена во имя Архангела Михаила. Церковь была закрыта в 1937 году.

## Население
| 2002 | 2010 | 2021 |
| ---- | ---- | ---- |
| 745  | ↘685 | ↗713 |